# Interlands Noord-Iers voetbalelftal 1980-1989
Deze pagina toont een chronologisch en gedetailleerd overzicht van de interlands die het Noord-Iers voetbalelftal heeft gespeeld in de periode 1980 – 1989.

## Interlands

### 1980
|                                                                          |        |       |               |                                                                                        |
| 26 maart WK 1982 kwalificatie № 328 «onderlinge duels» 16:30 uur (UTC+2) | Israël | 0 – 0 | Noord-Ierland | Ramat Ganstadion, Ramat Gan Toeschouwers: 36.000 Scheidsrechter: Stjepan Glavina (YUG) |
| 26 maart WK 1982 kwalificatie № 328 «onderlinge duels» 16:30 uur (UTC+2) |        |       |               | Ramat Ganstadion, Ramat Gan Toeschouwers: 36.000 Scheidsrechter: Stjepan Glavina (YUG) |

|                                                                                  |                    |       |           |                                                                               |
| 16 mei British Home Championship 1980 № 329 «onderlinge duels» 19:00 uur (UTC+1) | Noord-Ierland      | 1 – 0 | Schotland | Windsor Park, Belfast Toeschouwers: 18.000 Scheidsrechter: Clive Thomas (WAL) |
| 16 mei British Home Championship 1980 № 329 «onderlinge duels» 19:00 uur (UTC+1) | Billy Hamilton 36' |       |           | Windsor Park, Belfast Toeschouwers: 18.000 Scheidsrechter: Clive Thomas (WAL) |

|                                                                                  |                             |       |                    |                                                                              |
| 20 mei British Home Championship 1980 № 330 «onderlinge duels» 19:45 uur (UTC+1) | Engeland                    | 1 – 1 | Noord-Ierland      | Wembley Stadium, Londen Toeschouwers: 33.676 Scheidsrechter: Gwyn Owen (WAL) |
| 20 mei British Home Championship 1980 № 330 «onderlinge duels» 19:45 uur (UTC+1) | Noel Brotherston 81' (e.d.) |       | 83' Terry Cochrane | Wembley Stadium, Londen Toeschouwers: 33.676 Scheidsrechter: Gwyn Owen (WAL) |

|                                                                                  |       |                      |               |                                                                              |
| 23 mei British Home Championship 1980 № 331 «onderlinge duels» 19:30 uur (UTC+1) | Wales | 0 – 1                | Noord-Ierland | Ninian Park, Cardiff Toeschouwers: 12.913 Scheidsrechter: John Hunting (ENG) |
| 23 mei British Home Championship 1980 № 331 «onderlinge duels» 19:30 uur (UTC+1) |       | 22' Noel Brotherston |               | Ninian Park, Cardiff Toeschouwers: 12.913 Scheidsrechter: John Hunting (ENG) |

|                                                                       |                  |       |                                    |                                                                                        |
| 11 juni Vriendschappelijk № 332 «onderlinge duels» 19:30 uur (UTC+10) | Australië        | 1 – 2 | Noord-Ierland                      | Sydney Cricket Ground, Sydney Toeschouwers: 12.486 Scheidsrechter: Peter Rampley (AUS) |
| 11 juni Vriendschappelijk № 332 «onderlinge duels» 19:30 uur (UTC+10) | Peter Sharne 75' |       | 11' Chris Nicholl 52' John O'Neill | Sydney Cricket Ground, Sydney Toeschouwers: 12.486 Scheidsrechter: Peter Rampley (AUS) |

|                                                    |                 |       |                    |                                                                                   |
| 15 juni Vriendschappelijk № 333 «onderlinge duels» | Australië       | 1 – 1 | Noord-Ierland      | Olympic Park, Melbourne Toeschouwers: 6.000 Scheidsrechter: Stuart Mellings (AUS) |
| 15 juni Vriendschappelijk № 333 «onderlinge duels» | Peter Sharne 5' |       | 82' Martin O'Neill | Olympic Park, Melbourne Toeschouwers: 6.000 Scheidsrechter: Stuart Mellings (AUS) |

|                                                    |                 |       |                                        |                                                                                     |
| 18 juni Vriendschappelijk № 334 «onderlinge duels» | Australië       | 1 – 2 | Noord-Ierland                          | Hindmarsh Stadium, Adelaide Toeschouwers: 10.900 Scheidsrechter: Don Campbell (AUS) |
| 18 juni Vriendschappelijk № 334 «onderlinge duels» | Peter Sharne 5' |       | 70' Noel Brotherston 77' Colin McCurdy | Hindmarsh Stadium, Adelaide Toeschouwers: 10.900 Scheidsrechter: Don Campbell (AUS) |

|                                                                            |                                                          |       |        |                                                                                |
| 15 oktober WK 1982 kwalificatie № 335 «onderlinge duels» 15:00 uur (UTC+1) | Noord-Ierland                                            | 3 – 0 | Zweden | Windsor Park, Belfast Toeschouwers: 18.000 Scheidsrechter: Alexis Ponnet (BEL) |
| 15 oktober WK 1982 kwalificatie № 335 «onderlinge duels» 15:00 uur (UTC+1) | Noel Brotherston 24' Sammy McIlroy 28' Jimmy Nicholl 37' |       |        | Windsor Park, Belfast Toeschouwers: 18.000 Scheidsrechter: Alexis Ponnet (BEL) |

|                                                                           |                |       |               |                                                                                     |
| 19 november WK 1982 kwalificatie № 336 «onderlinge duels» 21:30 uur (UTC) | Portugal       | 1 – 0 | Noord-Ierland | Estádio da Luz, Lissabon Toeschouwers: 60.000 Scheidsrechter: Georges Konrath (FRA) |
| 19 november WK 1982 kwalificatie № 336 «onderlinge duels» 21:30 uur (UTC) | Rui Jordão 60' |       |               | Estádio da Luz, Lissabon Toeschouwers: 60.000 Scheidsrechter: Georges Konrath (FRA) |

### 1981
|                                                                        |               |       |                    |                                                                                  |
| 25 maart WK 1982 kwalificatie № 337 «onderlinge duels» 20:00 uur (UTC) | Schotland     | 1 – 1 | Noord-Ierland      | Hampden Park, Glasgow Toeschouwers: 78.444 Scheidsrechter: Klaus Scheurell (DDR) |
| 25 maart WK 1982 kwalificatie № 337 «onderlinge duels» 20:00 uur (UTC) | John Wark 75' |       | 70' Billy Hamilton | Hampden Park, Glasgow Toeschouwers: 78.444 Scheidsrechter: Klaus Scheurell (DDR) |

|                                                                          |                      |       |          |                                                                                   |
| 29 april WK 1982 kwalificatie № 338 «onderlinge duels» 19:00 uur (UTC+1) | Noord-Ierland        | 1 – 0 | Portugal | Windsor Park, Belfast Toeschouwers: 18.000 Scheidsrechter: Svein Inge Thime (NOR) |
| 29 april WK 1982 kwalificatie № 338 «onderlinge duels» 19:00 uur (UTC+1) | Gerald Armstrong 74' |       |          | Windsor Park, Belfast Toeschouwers: 18.000 Scheidsrechter: Svein Inge Thime (NOR) |

|                                                                                  |                                    |       |               |                                                                                |
| 19 mei British Home Championship 1981 № 339 «onderlinge duels» 20:00 uur (UTC+1) | Schotland                          | 2 – 0 | Noord-Ierland | Hampden Park, Glasgow Toeschouwers: 22.448 Scheidsrechter: Pat Partridge (ENG) |
| 19 mei British Home Championship 1981 № 339 «onderlinge duels» 20:00 uur (UTC+1) | Ray Stewart 5' Steve Archibald 49' |       |               | Hampden Park, Glasgow Toeschouwers: 22.448 Scheidsrechter: Pat Partridge (ENG) |

|                                                                        |                       |       |               |                                                                                |
| 3 juni WK 1982 kwalificatie № 340 «onderlinge duels» 19:00 uur (UTC+2) | Zweden                | 1 – 0 | Noord-Ierland | Råsundastadion, Solna Toeschouwers: 21.431 Scheidsrechter: Paolo Bergamo (ITA) |
| 3 juni WK 1982 kwalificatie № 340 «onderlinge duels» 19:00 uur (UTC+2) | Hasse Borg 48' (pen.) |       |               | Råsundastadion, Solna Toeschouwers: 21.431 Scheidsrechter: Paolo Bergamo (ITA) |

|                                                                            |               |       |           |                                                                                  |
| 14 oktober WK 1982 kwalificatie № 341 «onderlinge duels» 19:30 uur (UTC+1) | Noord-Ierland | 0 – 0 | Schotland | Windsor Park, Belfast Toeschouwers: 22.248 Scheidsrechter: Valeriy Butenko (URS) |
| 14 oktober WK 1982 kwalificatie № 341 «onderlinge duels» 19:30 uur (UTC+1) |               |       |           | Windsor Park, Belfast Toeschouwers: 22.248 Scheidsrechter: Valeriy Butenko (URS) |

|                                                                           |                      |       |        |                                                                                       |
| 18 november WK 1982 kwalificatie № 342 «onderlinge duels» 20:00 uur (UTC) | Noord-Ierland        | 1 – 0 | Israël | Windsor Park, Belfast Toeschouwers: 38.000 Scheidsrechter: Emilio Guruceta Muro (ESP) |
| 18 november WK 1982 kwalificatie № 342 «onderlinge duels» 20:00 uur (UTC) | Gerald Armstrong 27' |       |        | Windsor Park, Belfast Toeschouwers: 38.000 Scheidsrechter: Emilio Guruceta Muro (ESP) |

### 1982
|                                                                                     |                                                                   |       |               |                                                                              |
| 23 februari British Home Championship 1982 № 343 «onderlinge duels» 19:45 uur (UTC) | Engeland                                                          | 4 – 0 | Noord-Ierland | Wembley Stadium, Londen Toeschouwers: 54.900 Scheidsrechter: Gwyn Owen (WAL) |
| 23 februari British Home Championship 1982 № 343 «onderlinge duels» 19:45 uur (UTC) | Bryan Robson 1' Kevin Keegan 56' Ray Wilkins 85' Glenn Hoddle 89' |       |               | Wembley Stadium, Londen Toeschouwers: 54.900 Scheidsrechter: Gwyn Owen (WAL) |

|                                                                       |                                                                                    |       |               |                                                                                     |
| 24 maart Vriendschappelijk № 344 «onderlinge duels» 20:30 uur (UTC+1) | Frankrijk                                                                          | 4 – 0 | Noord-Ierland | Parc des Princes, Parijs Toeschouwers: 35.000 Scheidsrechter: Roger Verhaeghe (BEL) |
| 24 maart Vriendschappelijk № 344 «onderlinge duels» 20:30 uur (UTC+1) | Bernard Zénier 31' Alain Couriol 45' Jean-François Larios 57' Bernard Genghini 80' |       |               | Parc des Princes, Parijs Toeschouwers: 35.000 Scheidsrechter: Roger Verhaeghe (BEL) |

|                                                                                    |                   |       |               |                                                                               |
| 28 april British Home Championship 1982 № 345 «onderlinge duels» 20:00 uur (UTC+1) | Noord-Ierland     | 1 – 1 | Schotland     | Windsor Park, Belfast Toeschouwers: 20.000 Scheidsrechter: John Hunting (ENG) |
| 28 april British Home Championship 1982 № 345 «onderlinge duels» 20:00 uur (UTC+1) | Sammy McIlroy 52' |       | 32' John Wark | Windsor Park, Belfast Toeschouwers: 20.000 Scheidsrechter: John Hunting (ENG) |

|                                                                                  |                                                 |       |               |                                                                                   |
| 27 mei British Home Championship 1982 № 346 «onderlinge duels» 19:30 uur (UTC+1) | Wales                                           | 3 – 0 | Noord-Ierland | Racecourse Ground, Wrexham Toeschouwers: 2.315 Scheidsrechter: George Smith (SCO) |
| 27 mei British Home Championship 1982 № 346 «onderlinge duels» 19:30 uur (UTC+1) | Alan Curtis 18' Ian Rush 64' Peter Nicholas 75' |       |               | Racecourse Ground, Wrexham Toeschouwers: 2.315 Scheidsrechter: George Smith (SCO) |

| Wereldkampioenschap voetbal 1982 |
| -------------------------------- |

|                                                                    |             |       |               |                                                                                   |
| 17 juni WK 1982 Groep E № 347 «onderlinge duels» 21:00 uur (UTC+2) | Joegoslavië | 0 – 0 | Noord-Ierland | La Romareda, Zaragoza Toeschouwers: 25.000 Scheidsrechter: Erik Fredriksson (SWE) |
| 17 juni WK 1982 Groep E № 347 «onderlinge duels» 21:00 uur (UTC+2) |             |       |               | La Romareda, Zaragoza Toeschouwers: 25.000 Scheidsrechter: Erik Fredriksson (SWE) |

|                                                                    |                   |       |                     |                                                                               |
| 21 juni WK 1982 Groep E № 348 «onderlinge duels» 21:00 uur (UTC+2) | Honduras          | 1 – 1 | Noord-Ierland       | La Romareda, Zaragoza Toeschouwers: 21.450 Scheidsrechter: Thomson Chan (HKG) |
| 21 juni WK 1982 Groep E № 348 «onderlinge duels» 21:00 uur (UTC+2) | Eduardo Laing 60' |       | 9' Gerald Armstrong | La Romareda, Zaragoza Toeschouwers: 21.450 Scheidsrechter: Thomson Chan (HKG) |

|                                                                    |        |                      |               |                                                                                         |
| 25 juni WK 1982 Groep E № 349 «onderlinge duels» 21:00 uur (UTC+2) | Spanje | 0 – 1                | Noord-Ierland | Estadio Luis Casanova, Valencia Toeschouwers: 49.562 Scheidsrechter: Héctor Ortíz (PAR) |
| 25 juni WK 1982 Groep E № 349 «onderlinge duels» 21:00 uur (UTC+2) |        | 47' Gerald Armstrong |               | Estadio Luis Casanova, Valencia Toeschouwers: 49.562 Scheidsrechter: Héctor Ortíz (PAR) |

|                                                                   |                                           |       |                                       |                                                                                          |
| 1 juli WK 1982 Groep 4 № 350 «onderlinge duels» 17:15 uur (UTC+2) | Oostenrijk                                | 2 – 2 | Noord-Ierland                         | Estadio Vicente Calderón, Madrid Toeschouwers: 22.000 Scheidsrechter: Adolf Prokop (DDR) |
| 1 juli WK 1982 Groep 4 № 350 «onderlinge duels» 17:15 uur (UTC+2) | Bruno Pezzey 51' Reinhold Hintermaier 68' |       | 28' Billy Hamilton 75' Billy Hamilton | Estadio Vicente Calderón, Madrid Toeschouwers: 22.000 Scheidsrechter: Adolf Prokop (DDR) |

|                                                                   |                                                                                     |       |                      |                                                                                           |
| 4 juli WK 1982 Groep 4 № 351 «onderlinge duels» 17:15 uur (UTC+2) | Frankrijk                                                                           | 4 – 1 | Noord-Ierland        | Estadio Vicente Calderón, Madrid Toeschouwers: 37.000 Scheidsrechter: Alozjy Jarguz (POL) |
| 4 juli WK 1982 Groep 4 № 351 «onderlinge duels» 17:15 uur (UTC+2) | Alain Giresse 33' Dominique Rocheteau 46' Dominique Rocheteau 68' Alain Giresse 80' |       | 75' Gerald Armstrong | Estadio Vicente Calderón, Madrid Toeschouwers: 37.000 Scheidsrechter: Alozjy Jarguz (POL) |

|  |  |  |  |  |  |  |  |  |

|                                                                            |                                          |       |               |                                                                                 |
| 13 oktober EK 1984 kwalificatie № 352 «onderlinge duels» 19:00 uur (UTC+1) | Oostenrijk                               | 2 – 0 | Noord-Ierland | Prater-Stadion, Wenen Toeschouwers: 9.885 Scheidsrechter: Valeriy Butenko (URS) |
| 13 oktober EK 1984 kwalificatie № 352 «onderlinge duels» 19:00 uur (UTC+1) | Walter Schachner 3' Walter Schachner 39' |       |               | Prater-Stadion, Wenen Toeschouwers: 9.885 Scheidsrechter: Valeriy Butenko (URS) |

|                                                                           |                 |       |                |                                                                             |
| 17 november EK 1984 kwalificatie № 353 «onderlinge duels» 20:00 uur (UTC) | Noord-Ierland   | 1 – 0 | West-Duitsland | Windsor Park, Belfast Toeschouwers: 20.522 Scheidsrechter: Rolf Nyhus (NOR) |
| 17 november EK 1984 kwalificatie № 353 «onderlinge duels» 20:00 uur (UTC) | Ian Stewart 18' |       |                | Windsor Park, Belfast Toeschouwers: 20.522 Scheidsrechter: Rolf Nyhus (NOR) |

|                                                                             |         |       |               |                                                                                   |
| 15 december EK 1984 kwalificatie № 354 «onderlinge duels» 14:00 uur (UTC+1) | Albanië | 0 – 0 | Noord-Ierland | Qemal Stafastadion, Tirana Toeschouwers: 16.898 Scheidsrechter: André Daina (SUI) |
| 15 december EK 1984 kwalificatie № 354 «onderlinge duels» 14:00 uur (UTC+1) |         |       |               | Qemal Stafastadion, Tirana Toeschouwers: 16.898 Scheidsrechter: André Daina (SUI) |

### 1983
|                                                                          |                                       |       |                  |                                                                               |
| 30 maart EK 1984 kwalificatie № 355 «onderlinge duels» 20:00 uur (UTC+1) | Noord-Ierland                         | 2 – 1 | Turkije          | Windsor Park, Belfast Toeschouwers: 15.093 Scheidsrechter: Alain Delmer (FRA) |
| 30 maart EK 1984 kwalificatie № 355 «onderlinge duels» 20:00 uur (UTC+1) | Martin O'Neill 5' John McClelland 17' |       | 56' Hasan Şengün | Windsor Park, Belfast Toeschouwers: 15.093 Scheidsrechter: Alain Delmer (FRA) |

|                                                                          |                 |       |         |                                                                             |
| 27 april EK 1984 kwalificatie № 356 «onderlinge duels» 20:00 uur (UTC+1) | Noord-Ierland   | 1 – 0 | Albanië | Windsor Park, Belfast Toeschouwers: 10.612 Scheidsrechter: Ib Nielsen (DEN) |
| 27 april EK 1984 kwalificatie № 356 «onderlinge duels» 20:00 uur (UTC+1) | Ian Stewart 54' |       |         | Windsor Park, Belfast Toeschouwers: 10.612 Scheidsrechter: Ib Nielsen (DEN) |

|                                                                                  |           |       |               |                                                                                |
| 24 mei British Home Championship 1983 № 357 «onderlinge duels» 20:00 uur (UTC+1) | Schotland | 0 – 0 | Noord-Ierland | Hampden Park, Glasgow Toeschouwers: 16.238 Scheidsrechter: Keith Hackett (ENG) |
| 24 mei British Home Championship 1983 № 357 «onderlinge duels» 20:00 uur (UTC+1) |           |       |               | Hampden Park, Glasgow Toeschouwers: 16.238 Scheidsrechter: Keith Hackett (ENG) |

|                                                                                |               |       |          |                                                                              |
| 28 mei British Home Championship 1983 № 358 «onderlinge duels» 19:30 uur (UTC) | Noord-Ierland | 0 – 0 | Engeland | Windsor Park, Belfast Toeschouwers: 16.238 Scheidsrechter: Howard King (WAL) |
| 28 mei British Home Championship 1983 № 358 «onderlinge duels» 19:30 uur (UTC) |               |       |          | Windsor Park, Belfast Toeschouwers: 16.238 Scheidsrechter: Howard King (WAL) |

|                                                                                  |               |                   |       |                                                                                |
| 31 mei British Home Championship 1983 № 359 «onderlinge duels» 20:00 uur (UTC+1) | Noord-Ierland | 0 – 1             | Wales | Windsor Park, Belfast Toeschouwers: 8.000 Scheidsrechter: Hugh Alexander (SCO) |
| 31 mei British Home Championship 1983 № 359 «onderlinge duels» 20:00 uur (UTC+1) |               | 64' Gordon Davies |       | Windsor Park, Belfast Toeschouwers: 8.000 Scheidsrechter: Hugh Alexander (SCO) |

|                                                                              |                                                            |       |                     |                                                                                   |
| 21 september EK 1984 kwalificatie № 360 «onderlinge duels» 20:00 uur (UTC+1) | Noord-Ierland                                              | 3 – 1 | Oostenrijk          | Windsor Park, Belfast Toeschouwers: 18.013 Scheidsrechter: Erik Fredriksson (SWE) |
| 21 september EK 1984 kwalificatie № 360 «onderlinge duels» 20:00 uur (UTC+1) | Billy Hamilton 28' Norman Whiteside 67' Martin O'Neill 89' |       | 82' Felix Gasselich | Windsor Park, Belfast Toeschouwers: 18.013 Scheidsrechter: Erik Fredriksson (SWE) |

|                                                                            |                 |       |               |                                                                                            |
| 12 oktober EK 1984 kwalificatie № 361 «onderlinge duels» 15:30 uur (UTC+3) | Turkije         | 1 – 0 | Noord-Ierland | Ankara 19 Mayısstadion, Ankara Toeschouwers: 21.096 Scheidsrechter: Romualdas Yushka (URS) |
| 12 oktober EK 1984 kwalificatie № 361 «onderlinge duels» 15:30 uur (UTC+3) | Selçuk Yula 17' |       |               | Ankara 19 Mayısstadion, Ankara Toeschouwers: 21.096 Scheidsrechter: Romualdas Yushka (URS) |

|                                                                             |                |                      |               |                                                                                     |
| 16 november EK 1984 kwalificatie № 362 «onderlinge duels» 15:30 uur (UTC+1) | West-Duitsland | 0 – 1                | Noord-Ierland | Volksparkstadion, Hamburg Toeschouwers: 61.418 Scheidsrechter: Károly Palotai (HUN) |
| 16 november EK 1984 kwalificatie № 362 «onderlinge duels» 15:30 uur (UTC+1) |                | 50' Norman Whiteside |               | Volksparkstadion, Hamburg Toeschouwers: 61.418 Scheidsrechter: Károly Palotai (HUN) |

|                                                                                        |                                        |       |           |                                                                               |
| 13 december British Home Championship 1983/84 № 363 «onderlinge duels» 20:00 uur (UTC) | Noord-Ierland                          | 2 – 0 | Schotland | Windsor Park, Belfast Toeschouwers: 10.000 Scheidsrechter: Neil Midgley (ENG) |
| 13 december British Home Championship 1983/84 № 363 «onderlinge duels» 20:00 uur (UTC) | Norman Whiteside 17' Sammy McIlroy 56' |       |           | Windsor Park, Belfast Toeschouwers: 10.000 Scheidsrechter: Neil Midgley (ENG) |

### 1984
|                                                                                      |                   |       |               |                                                                                   |
| 4 april British Home Championship 1983/84 № 364 «onderlinge duels» 19:45 uur (UTC+1) | Engeland          | 1 – 0 | Noord-Ierland | Wembley Stadium, Londen Toeschouwers: 24.386 Scheidsrechter: Ronald Bridges (WAL) |
| 4 april British Home Championship 1983/84 № 364 «onderlinge duels» 19:45 uur (UTC+1) | Tony Woodcock 49' |       |               | Wembley Stadium, Londen Toeschouwers: 24.386 Scheidsrechter: Ronald Bridges (WAL) |

|                                                                                     |                 |       |                      |                                                                               |
| 22 mei British Home Championship 1983/84 № 365 «onderlinge duels» 19:30 uur (UTC+1) | Wales           | 1 – 1 | Noord-Ierland        | Vetch Field, Swansea Toeschouwers: 7.845 Scheidsrechter: Brian McGinlay (SCO) |
| 22 mei British Home Championship 1983/84 № 365 «onderlinge duels» 19:30 uur (UTC+1) | Mark Hughes 51' |       | 73' Gerald Armstrong | Vetch Field, Swansea Toeschouwers: 7.845 Scheidsrechter: Brian McGinlay (SCO) |

|                                                                    |                |       |               |                                                                                     |
| 27 mei WK 1986 kwalificatie № 366 «onderlinge duels» 14:00 (UTC+3) | Finland        | 1 – 0 | Noord-Ierland | Porin Stadion, Pori Toeschouwers: 8.115 Scheidsrechter: Karl-Heinz Tritschler (FRG) |
| 27 mei WK 1986 kwalificatie № 366 «onderlinge duels» 14:00 (UTC+3) | Ari Valvee 55' |       |               | Porin Stadion, Pori Toeschouwers: 8.115 Scheidsrechter: Karl-Heinz Tritschler (FRG) |

|                                                                              |                                                                      |       |                                   |                                                                                |
| 12 september WK 1986 kwalificatie № 367 «onderlinge duels» 20:00 uur (UTC+1) | Noord-Ierland                                                        | 3 – 2 | Roemenië                          | Windsor Park, Belfast Toeschouwers: 17.269 Scheidsrechter: Alexis Ponnet (BEL) |
| 12 september WK 1986 kwalificatie № 367 «onderlinge duels» 20:00 uur (UTC+1) | George Iorgulescu 33' (e.d.) Norman Whiteside 62' Martin O'Neill 74' |       | 36' Gheorghe Hagi 80' Ion Geolgău | Windsor Park, Belfast Toeschouwers: 17.269 Scheidsrechter: Alexis Ponnet (BEL) |

|                                                                         |                                                     |       |        |                                                                              |
| 16 oktober Vriendschappelijk № 368 «onderlinge duels» 20:00 uur (UTC+1) | Noord-Ierland                                       | 3 – 0 | Israël | Windsor Park, Belfast Toeschouwers: 10.000 Scheidsrechter: Howard King (WAL) |
| 16 oktober Vriendschappelijk № 368 «onderlinge duels» 20:00 uur (UTC+1) | Norman Whiteside 3' Jimmy Quinn 26' Lee Doherty 44' |       |        | Windsor Park, Belfast Toeschouwers: 10.000 Scheidsrechter: Howard King (WAL) |

|                                                                       |                                       |       |                   |                                                                                            |
| 14 november WK 1986 kwalificatie № 369 «onderlinge duels» 20:00 (UTC) | Noord-Ierland                         | 2 – 1 | Finland           | Windsor Park, Belfast Toeschouwers: 19.457 Scheidsrechter: Alder da Silva dos Santos (POR) |
| 14 november WK 1986 kwalificatie № 369 «onderlinge duels» 20:00 (UTC) | John O'Neill 42' Gerald Armstrong 51' |       | 22' Mika Lipponen | Windsor Park, Belfast Toeschouwers: 19.457 Scheidsrechter: Alder da Silva dos Santos (POR) |

### 1985
|                                                                           |               |                  |          |                                                                              |
| 27 februari WK 1986 kwalificatie № 370 «onderlinge duels» 19:30 uur (UTC) | Noord-Ierland | 0 – 1            | Engeland | Windsor Park, Belfast Toeschouwers: 28.500 Scheidsrechter: Volker Roth (FRG) |
| 27 februari WK 1986 kwalificatie № 370 «onderlinge duels» 19:30 uur (UTC) |               | 77' Mark Hateley |          | Windsor Park, Belfast Toeschouwers: 28.500 Scheidsrechter: Volker Roth (FRG) |

|                                                                       |        |       |               |                                                                                    |
| 27 maart Vriendschappelijk № 371 «onderlinge duels» 20:30 uur (UTC+1) | Spanje | 0 – 0 | Noord-Ierland | Lluís Sitjarstadion, Palma Toeschouwers: 30.000 Scheidsrechter: Coşkun Kutay (TUR) |
| 27 maart Vriendschappelijk № 371 «onderlinge duels» 20:30 uur (UTC+1) |        |       |               | Lluís Sitjarstadion, Palma Toeschouwers: 30.000 Scheidsrechter: Coşkun Kutay (TUR) |

|                                                                       |                                           |       |         |                                                                               |
| 1 mei WK 1986 kwalificatie № 372 «onderlinge duels» 20:00 uur (UTC+1) | Noord-Ierland                             | 2 – 0 | Turkije | Windsor Park, Belfast Toeschouwers: 15.609 Scheidsrechter: Bruno Galler (SUI) |
| 1 mei WK 1986 kwalificatie № 372 «onderlinge duels» 20:00 uur (UTC+1) | Norman Whiteside 44' Norman Whiteside 54' |       |         | Windsor Park, Belfast Toeschouwers: 15.609 Scheidsrechter: Bruno Galler (SUI) |

|                                                                              |         |       |               |                                                                                       |
| 11 september WK 1986 kwalificatie № 373 «onderlinge duels» 18:30 uur (UTC+3) | Turkije | 0 – 0 | Noord-Ierland | İzmir Atatürkstadion, İzmir Toeschouwers: 34.052 Scheidsrechter: Michel Vautrot (FRA) |
| 11 september WK 1986 kwalificatie № 373 «onderlinge duels» 18:30 uur (UTC+3) |         |       |               | İzmir Atatürkstadion, İzmir Toeschouwers: 34.052 Scheidsrechter: Michel Vautrot (FRA) |

|                                                                            |          |                 |               |                                                                                            |
| 16 oktober WK 1986 kwalificatie № 374 «onderlinge duels» 15:00 uur (UTC+2) | Roemenië | 0 – 1           | Noord-Ierland | Stadionul 23 August, Boekarest Toeschouwers: 22.227 Scheidsrechter: Henning Sørensen (DEN) |
| 16 oktober WK 1986 kwalificatie № 374 «onderlinge duels» 15:00 uur (UTC+2) |          | 29' Jimmy Quinn |               | Stadionul 23 August, Boekarest Toeschouwers: 22.227 Scheidsrechter: Henning Sørensen (DEN) |

|                                                                           |          |       |               |                                                                                     |
| 13 november WK 1986 kwalificatie № 375 «onderlinge duels» 19:00 uur (UTC) | Engeland | 0 – 0 | Noord-Ierland | Wembley Stadium, Londen Toeschouwers: 70.500 Scheidsrechter: Erik Fredriksson (SWE) |
| 13 november WK 1986 kwalificatie № 375 «onderlinge duels» 19:00 uur (UTC) |          |       |               | Wembley Stadium, Londen Toeschouwers: 70.500 Scheidsrechter: Erik Fredriksson (SWE) |

### 1986
|                                                                      |           |       |               |                                                                                         |
| 26 februari Vriendschappelijk № 376 «onderlinge duels» 20:00 (UTC+1) | Frankrijk | 0 – 0 | Noord-Ierland | Parc des Princes, Parijs Toeschouwers: 28.909 Scheidsrechter: Alphonse Constantin (BEL) |
| 26 februari Vriendschappelijk № 376 «onderlinge duels» 20:00 (UTC+1) |           |       |               | Parc des Princes, Parijs Toeschouwers: 28.909 Scheidsrechter: Alphonse Constantin (BEL) |

|                                                                     |                   |       |                          |                                                                                 |
| 26 maart Vriendschappelijk № 377 «onderlinge duels» 20:00 uur (UTC) | Noord-Ierland     | 1 – 1 | Denemarken               | Windsor Park, Belfast Toeschouwers: 20.000 Scheidsrechter: Rodger Gifford (WAL) |
| 26 maart Vriendschappelijk № 377 «onderlinge duels» 20:00 uur (UTC) | Alan McDonald 39' |       | 79' Flemming Christensen | Windsor Park, Belfast Toeschouwers: 20.000 Scheidsrechter: Rodger Gifford (WAL) |

|                                                                       |                                  |       |                             |                                                                               |
| 23 april Vriendschappelijk № 378 «onderlinge duels» 20:00 uur (UTC+1) | Noord-Ierland                    | 2 – 1 | Marokko                     | Windsor Park, Belfast Toeschouwers: 12.000 Scheidsrechter: Keith Cooper (WAL) |
| 23 april Vriendschappelijk № 378 «onderlinge duels» 20:00 uur (UTC+1) | Colin Clarke 13' Jimmy Quinn 86' |       | 65' (pen.) Mohammed Timoumi | Windsor Park, Belfast Toeschouwers: 12.000 Scheidsrechter: Keith Cooper (WAL) |

| Wereldkampioenschap voetbal 1986 |
| -------------------------------- |

|                                                                   |                   |       |                     |                                                                                               |
| 3 juni WK 1986 Groep D № 379 «onderlinge duels» 12:00 uur (UTC−6) | Algerije          | 1 – 1 | Noord-Ierland       | Estadio Tres de Marzo, Guadalajara Toeschouwers: 22.000 Scheidsrechter: Valeriy Butenko (URS) |
| 3 juni WK 1986 Groep D № 379 «onderlinge duels» 12:00 uur (UTC−6) | Djamel Zidane 58' |       | 6' Norman Whiteside | Estadio Tres de Marzo, Guadalajara Toeschouwers: 22.000 Scheidsrechter: Valeriy Butenko (URS) |

|                                                                   |                  |       |                                        |                                                                                               |
| 7 juni WK 1986 Groep D № 380 «onderlinge duels» 12:00 uur (UTC−6) | Noord-Ierland    | 1 – 2 | Spanje                                 | Estadio Tres de Marzo, Guadalajara Toeschouwers: 28.000 Scheidsrechter: Horst Brummeier (AUT) |
| 7 juni WK 1986 Groep D № 380 «onderlinge duels» 12:00 uur (UTC−6) | Colin Clarke 47' |       | 2' Emilio Butragueño 20' Julio Salinas | Estadio Tres de Marzo, Guadalajara Toeschouwers: 28.000 Scheidsrechter: Horst Brummeier (AUT) |

|                                                                    |          |                             |               |                                                                                            |
| 12 juni WK 1986 Groep D № 381 «onderlinge duels» 12:00 uur (UTC−6) | Brazilië | 3 – 0                       | Noord-Ierland | Estadio Jalisco, Guadalajara Toeschouwers: 51.000 Scheidsrechter: Siegfried Kirschen (DDR) |
| 12 juni WK 1986 Groep D № 381 «onderlinge duels» 12:00 uur (UTC−6) |          | Careca 15', 87' Josimar 42' |               | Estadio Jalisco, Guadalajara Toeschouwers: 51.000 Scheidsrechter: Siegfried Kirschen (DDR) |

|  |  |  |  |  |  |  |  |  |

|                                                                            |                                                    |       |               |                                                                                          |
| 15 oktober EK 1988 kwalificatie № 382 «onderlinge duels» 19:45 uur (UTC+1) | Engeland                                           | 3 – 0 | Noord-Ierland | Wembley Stadium, Londen Toeschouwers: 35.300 Scheidsrechter: Gerassimos Germanakos (GRE) |
| 15 oktober EK 1988 kwalificatie № 382 «onderlinge duels» 19:45 uur (UTC+1) | Gary Lineker 33' Chris Waddle 78' Gary Lineker 80' |       |               | Wembley Stadium, Londen Toeschouwers: 35.300 Scheidsrechter: Gerassimos Germanakos (GRE) |

|                                                                             |         |       |               |                                                                                     |
| 12 november EK 1988 kwalificatie № 383 «onderlinge duels» 18:00 uur (UTC+2) | Turkije | 0 – 0 | Noord-Ierland | İzmir Atatürkstadion, İzmir Toeschouwers: 21.919 Scheidsrechter: Dan Petrescu (ROU) |
| 12 november EK 1988 kwalificatie № 383 «onderlinge duels» 18:00 uur (UTC+2) |         |       |               | İzmir Atatürkstadion, İzmir Toeschouwers: 21.919 Scheidsrechter: Dan Petrescu (ROU) |

### 1987
|                                                                          |                 |       |                  |                                                                                     |
| 18 februari Vriendschappelijk № 384 «onderlinge duels» 17:00 uur (UTC+2) | Israël          | 1 – 1 | Noord-Ierland    | Ramat Ganstadion, Ramat Gan Toeschouwers: 4.081 Scheidsrechter: Tullio Lanese (ITA) |
| 18 februari Vriendschappelijk № 384 «onderlinge duels» 17:00 uur (UTC+2) | Zion Marili 87' |       | 38' Steve Penney | Ramat Ganstadion, Ramat Gan Toeschouwers: 4.081 Scheidsrechter: Tullio Lanese (ITA) |

|                                                                         |               |                                   |          |                                                                                         |
| 1 april EK 1988 kwalificatie № 385 «onderlinge duels» 20:00 uur (UTC+1) | Noord-Ierland | 0 – 2                             | Engeland | Windsor Park, Belfast Toeschouwers: 20.578 Scheidsrechter: Emilio Soriano Aladrén (ESP) |
| 1 april EK 1988 kwalificatie № 385 «onderlinge duels» 20:00 uur (UTC+1) |               | 19' Bryan Robson 43' Chris Waddle |          | Windsor Park, Belfast Toeschouwers: 20.578 Scheidsrechter: Emilio Soriano Aladrén (ESP) |

|                                                                          |                  |       |                                         |                                                                                |
| 29 april EK 1988 kwalificatie № 386 «onderlinge duels» 20:00 uur (UTC+1) | Noord-Ierland    | 1 – 2 | Joegoslavië                             | Windsor Park, Belfast Toeschouwers: 5.482 Scheidsrechter: Werner Föckler (FRG) |
| 29 april EK 1988 kwalificatie № 386 «onderlinge duels» 20:00 uur (UTC+1) | Colin Clarke 39' |       | 48' Dragan Stojković 79' Zlatko Vujović | Windsor Park, Belfast Toeschouwers: 5.482 Scheidsrechter: Werner Föckler (FRG) |

|                                                                            |                                                               |       |               |                                                                                     |
| 14 oktober EK 1988 kwalificatie № 387 «onderlinge duels» 17:00 uur (UTC+1) | Joegoslavië                                                   | 3 – 0 | Noord-Ierland | Stadion Grbavica, Sarajevo Toeschouwers: 14.075 Scheidsrechter: Klaus Peschel (DDR) |
| 14 oktober EK 1988 kwalificatie № 387 «onderlinge duels» 17:00 uur (UTC+1) | Fadil Vokrri 13' Fadil Vokrri 35' Faruk Hadžibegić 73' (pen.) |       |               | Stadion Grbavica, Sarajevo Toeschouwers: 14.075 Scheidsrechter: Klaus Peschel (DDR) |

|                                                                           |                 |       |         |                                                                                 |
| 11 november EK 1988 kwalificatie № 388 «onderlinge duels» 20:00 uur (UTC) | Noord-Ierland   | 1 – 0 | Turkije | Windsor Park, Belfast Toeschouwers: 3.931 Scheidsrechter: Peter Mikkelsen (DEN) |
| 11 november EK 1988 kwalificatie № 388 «onderlinge duels» 20:00 uur (UTC) | Jimmy Quinn 47' |       |         | Windsor Park, Belfast Toeschouwers: 3.931 Scheidsrechter: Peter Mikkelsen (DEN) |

### 1988
|                                                                          |                                                               |       |                                   | |
| 17 februari Vriendschappelijk № 389 «onderlinge duels» 20:00 uur (UTC+2) | Griekenland                                                   | 3 – 2 | Noord-Ierland                     | Olympisch Stadion Spyridon Louis, Amarousio Toeschouwers: 9.753 Scheidsrechter: Zdravko Jokić (YUG) |
| 17 februari Vriendschappelijk № 389 «onderlinge duels» 20:00 uur (UTC+2) | Stelios Manolas 61' Stelios Manolas 79' Tasos Mitropoulos 89' |       | 32' Colin Clarke 76' Colin Clarke | Olympisch Stadion Spyridon Louis, Amarousio Toeschouwers: 9.753 Scheidsrechter: Zdravko Jokić (YUG) |

|                                                                     |                 |       |                          |                                                                                |
| 23 maart Vriendschappelijk № 390 «onderlinge duels» 20:00 uur (UTC) | Noord-Ierland   | 1 – 1 | Polen                    | Windsor Park, Belfast Toeschouwers: 4.903 Scheidsrechter: Rodger Gifford (WAL) |
| 23 maart Vriendschappelijk № 390 «onderlinge duels» 20:00 uur (UTC) | Danny Wilson 2' |       | 32' Dariusz Dziekanowski | Windsor Park, Belfast Toeschouwers: 4.903 Scheidsrechter: Rodger Gifford (WAL) |

|                                                                 |               |       |           |                                                                              |
| 27 mei Vriendschappelijk № 391 «onderlinge duels» 19:30 (UTC+1) | Noord-Ierland | 0 – 0 | Frankrijk | Windsor Park, Belfast Toeschouwers: 6.250 Scheidsrechter: Keith Cooper (WAL) |
| 27 mei Vriendschappelijk № 391 «onderlinge duels» 19:30 (UTC+1) |               |       |           | Windsor Park, Belfast Toeschouwers: 6.250 Scheidsrechter: Keith Cooper (WAL) |

|                                                                    |                                                   |       |       |                                                                              |
| 21 mei WK 1990 kwalificatie № 392 «onderlinge duels» 15:00 (UTC+1) | Noord-Ierland                                     | 3 – 0 | Malta | Windsor Park, Belfast Toeschouwers: 9.000 Scheidsrechter: Carlos Silva (POR) |
| 21 mei WK 1990 kwalificatie № 392 «onderlinge duels» 15:00 (UTC+1) | Jimmy Quinn 14' Steve Penney 23' Colin Clarke 25' |       |       | Windsor Park, Belfast Toeschouwers: 9.000 Scheidsrechter: Carlos Silva (POR) |

|                                                                              |               |       |         |                                                                                 |
| 14 september WK 1990 kwalificatie № 393 «onderlinge duels» 20:00 uur (UTC+1) | Noord-Ierland | 0 – 0 | Ierland | Windsor Park, Belfast Toeschouwers: 19.873 Scheidsrechter: Michel Vautrot (FRA) |
| 14 september WK 1990 kwalificatie № 393 «onderlinge duels» 20:00 uur (UTC+1) |               |       |         | Windsor Park, Belfast Toeschouwers: 19.873 Scheidsrechter: Michel Vautrot (FRA) |

|                                                                            |                   |       |               |                                                                                     |
| 19 oktober WK 1990 kwalificatie № 394 «onderlinge duels» 18:00 uur (UTC+1) | Hongarije         | 1 – 0 | Noord-Ierland | Népstadion, Boedapest Toeschouwers: 18.000 Scheidsrechter: Kurt Röthlisberger (SUI) |
| 19 oktober WK 1990 kwalificatie № 394 «onderlinge duels» 18:00 uur (UTC+1) | István Vincze 85' |       |               | Népstadion, Boedapest Toeschouwers: 18.000 Scheidsrechter: Kurt Röthlisberger (SUI) |

|                                                                             |                                                                                                  |       |               | |
| 21 december WK 1990 kwalificatie № 395 «onderlinge duels» 20:30 uur (UTC+1) | Spanje                                                                                           | 4 – 0 | Noord-Ierland | Estadio Ramón Sánchez Pizjuán, Sevilla Toeschouwers: 70.000 Scheidsrechter: Marcel Van Langenhove (BEL) |
| 21 december WK 1990 kwalificatie № 395 «onderlinge duels» 20:30 uur (UTC+1) | Anton Rogan 30' (e.d.) Emilio Butragueño 55' Michel González 62' (pen.) Alan McDonald 64' (e.d.) |       |               | Estadio Ramón Sánchez Pizjuán, Sevilla Toeschouwers: 70.000 Scheidsrechter: Marcel Van Langenhove (BEL) |

### 1989
|                                                                          |               |                              |        |                                                                               |
| 8 februari WK 1990 kwalificatie № 396 «onderlinge duels» 20:00 uur (UTC) | Noord-Ierland | 0 – 2                        | Spanje | Windsor Park, Belfast Toeschouwers: 15.000 Scheidsrechter: Dieter Pauly (FRG) |
| 8 februari WK 1990 kwalificatie № 396 «onderlinge duels» 20:00 uur (UTC) |               | 3' Genar Andrinúa 84' Manolo |        | Windsor Park, Belfast Toeschouwers: 15.000 Scheidsrechter: Dieter Pauly (FRG) |

|                                                                      |       |                                      |               |                                                                                      |
| 26 april WK 1990 kwalificatie № 397 «onderlinge duels» 17:15 (UTC+2) | Malta | 0 – 2                                | Noord-Ierland | Ta' Qalistadion, Ta' Qali Toeschouwers: 15.000 Scheidsrechter: Stefan Petrescu (ROU) |
| 26 april WK 1990 kwalificatie № 397 «onderlinge duels» 17:15 (UTC+2) |       | 55' Colin Clarke 73' Michael O'Neill |               | Ta' Qalistadion, Ta' Qali Toeschouwers: 15.000 Scheidsrechter: Stefan Petrescu (ROU) |

|                                                                     |               |                      |       |                                                                              |
| 26 mei Vriendschappelijk № 398 «onderlinge duels» 20:00 uur (UTC+1) | Noord-Ierland | 0 – 1                | Chili | Windsor Park, Belfast Toeschouwers: 2.500 Scheidsrechter: George Smith (SCO) |
| 26 mei Vriendschappelijk № 398 «onderlinge duels» 20:00 uur (UTC+1) |               | 44' Fernando Astengo |       | Windsor Park, Belfast Toeschouwers: 2.500 Scheidsrechter: George Smith (SCO) |

|                                                                             |                      |       |                                     |                                                                                  |
| 6 september WK 1990 kwalificatie № 399 «onderlinge duels» 20:00 uur (UTC+1) | Noord-Ierland        | 1 – 2 | Hongarije                           | Windsor Park, Belfast Toeschouwers: 8.000 Scheidsrechter: Erik Fredriksson (SWE) |
| 6 september WK 1990 kwalificatie № 399 «onderlinge duels» 20:00 uur (UTC+1) | Norman Whiteside 89' |       | 13' Kálmán Kovács 43' György Bognár | Windsor Park, Belfast Toeschouwers: 8.000 Scheidsrechter: Erik Fredriksson (SWE) |

|                                                                            |                                                       |       |               |                                                                                 |
| 11 oktober WK 1990 kwalificatie № 400 «onderlinge duels» 13:00 uur (UTC+1) | Ierland                                               | 3 – 0 | Noord-Ierland | Lansdowne Road, Dublin Toeschouwers: 45.800 Scheidsrechter: Pietro D`Elia (ITA) |
| 11 oktober WK 1990 kwalificatie № 400 «onderlinge duels» 13:00 uur (UTC+1) | Ronnie Whelan 42' Tony Cascarino 47' Ray Houghton 56' |       |               | Lansdowne Road, Dublin Toeschouwers: 45.800 Scheidsrechter: Pietro D`Elia (ITA) |

CONMEBOL: Bolivia · Chili  · Colombia · Ecuador · Uruguay

UEFA: Albanië · België · Bulgarije · Cyprus · Denemarken · West-Duitsland · Duitse Democratische Republiek · Engeland · Faeröer · Finland · Frankrijk · Griekenland · Hongarije · IJsland · Ierland · Israël · Italië · Joegoslavië ·  Liechtenstein · Luxemburg · Malta · Nederland · Noord-Ierland · Noorwegen · Oostenrijk · Polen · Portugal · Roemenië · San Marino · Schotland ·  Sovjet-Unie ·  Spanje · Tsjecho-Slowakije · Turkije · Wales ·  Zweden · Zwitserland

CAF: Madagaskar

IFA · A-internationals · Selecties · Bondscoaches · Noord-Iers vrouwenelftal · Brits olympisch elftal · N-Ierland U21 · N-Ierland U20 · N-Ierland U19 · N-Ierland U18 · N-Ierland U17 · N-Ierland U16
1882 – 1899 ·
1900 – 1919 ·
1920 – 1929 ·
1930 – 1939 ·
1940 – 1949 ·
1950 – 1959 ·
1960 – 1969 ·
1970 – 1979 ·
1980 – 1989 ·
1990 – 1999 ·
2000 – 2009 ·
2010 – 2019 ·
2020 – 2029
EK 2016
WK 1958 · 
WK 1982 · 
WK 1986
1921 · 
1922 · 
1923 · 
1924 · 
1925 · 
1926 · 
1927 · 
1928 · 
1929 · 
1930 · 
1931 · 
1932 · 
1933 · 
1934 · 
1935 · 
1936 · 
1937 · 
1938 · 
1939 · 
1940 · 1941 · 1942 · 1943 · 1944 · 1945 · 
1946 · 
1947 · 
1948 · 
1949 · 
1950 · 
1952 · 
1952 · 
1953 · 
1954 · 
1955 · 
1956 · 
1957 · 
1958 · 
1959 · 
1960 · 
1961 · 
1962 · 
1963 · 
1964 · 
1965 · 
1966 · 
1967 · 
1968 · 
1969 · 
1970 · 
1971 · 
1972 · 
1973 · 
1974 · 
1975 · 
1976 · 
1977 · 
1978 · 
1979 · 
1980 · 
1981 · 
1982 · 
1983 · 
1984 · 
1985 · 
1986 · 
1987 · 
1988 · 
1989 · 
1990 ·
1991 · 
1992 · 
1993 · 
1994 · 
1995 · 
1996 · 
1997 · 
1998 · 
1999 · 
2000 · 
2001 · 
2002 · 
2003 · 
2004 · 
2005 · 
2006 · 
2007 · 
2008 · 
2009 · 
2010 · 
2011 · 
2012 · 
2013 · 
2014 · 
2015 · 
2016 · 
2017 · 
2018 · 
2019 · 
2020 · 
2021 ·
2022 ·
2023 ·
2024
Albanië ·
Algerije ·
Andorra ·
Argentinië ·
Armenië ·
Australië ·
Azerbeidzjan ·
Barbados ·
België ·
Bosnië en Herzegovina ·
Brazilië ·
Bulgarije ·
Canada ·
Chili ·
Colombia ·
Costa Rica ·
Cyprus ·
Denemarken ·
Duitsland ·
Engeland ·
Estland ·
Faeröer ·
Finland ·
Frankrijk ·
Georgië · 
Griekenland ·
Honduras ·
Hongarije ·
Ierland ·
IJsland ·
Israël ·
Italië ·
Joegoslavië ·
Kazachstan ·
Kosovo ·
Kroatië ·
Letland ·
Liechtenstein ·
Litouwen ·
Luxemburg · 
Malta ·
Marokko ·
Mexico ·
Moldavië ·
Montenegro ·
Nederland ·
Nieuw-Zeeland ·
Noorwegen ·
Oekraïne ·
Oostenrijk ·
Panama ·
Polen ·
Portugal ·
Qatar ·
Roemenië ·
Rusland ·
Saint Kitts en Nevis ·
San Marino ·
Schotland ·
Servië ·
Servië en Montenegro ·
Slovenië ·
Slowakije ·
Sovjet-Unie ·
Spanje ·
Thailand ·
Trinidad en Tobago ·
Tsjechië ·
Tsjecho-Slowakije ·
Turkije ·
Uruguay ·
Verenigde Staten ·
Wales ·
Wit-Rusland · 
Zuid-Korea ·
Zweden ·
Zwitserland
Frankrijk (1982) · Oekraïne (2016) · Oostenrijk (1982) · Polen (2016)